# يوان (فنان قصص مصورة)
يوان (بالفرنسية: Yoann)‏ هو فنان قصص مصورة فرنسي، ولد في 8 أكتوبر 1971 في ألونسون في فرنسا.

## وصلات خارجية
- الموقع الرسمي